# 무주향교 대성전
무주향교 대성전(茂朱鄕校 大成殿)은 대한민국 전북특별자치도 무주군 무주향교에 있는 건축물이다. 1984년 4월 1일 전라북도의 문화재자료 제103호로 지정되었다.

## 개요
향교는 공자와 여러 성현께 제사를 지내고 지방민의 교육과 교화를 위해 나라에서 세운 교육기관이다.
무주향교는 조선 태조 7년(1398)에 지금 위치 북쪽에 처음 지었다. 호랑이로 인한 피해가 심해지자 숙종 18년(1692)에 향로산 서쪽으로 옮겼으나 지대가 습하여 순조 34년(1834) 이후 지금 있는 자리로 다시 옮겼다. 현재의 향교 건물들은 그 후 몇 차례의 보수를 한 것이다.
대성전은 공자를 비롯하여 중국 유학자의 위패를 모시고 제사를 지내는 곳으로 규모는 앞면 3칸·옆면 2칸이다. 지붕은 옆면에서 볼 때 사람 인(人)자 모양인 맞배지붕으로 꾸몄다.
조선시대에는 나라에서 토지와 노비·책 등을 지원받아 학생을 가르쳤으나, 지금은 교육 기능은 없어지고 제사 기능만 남아 있다.

## 참고 자료
- 무주향교대성전 - 국가유산청 국가유산포털